# Volkswagen Arteon
Volkswagen Arteon — пятидверный лифтбек (по версии некоторых автомобильных СМИ — фастбэк), представленный 6 марта 2017 года на Женевском автосалоне.
Название автомобиля образовано из пары частей: «Art» (искусство) и «eon» (приставка от флагманской модели Phaeton, символизирующая «премиальность» в иерархии бренда).
Начало продаж в Германии запланировано на июнь 2017 года. Стартовая цена, предположительно, составит от 35 000 до 52 000 евро (от 2 150 000 до 3 200 000 российских рублей).
На международной выставке автомобилей Чикагский автосалон 2018 (анг. Chicago Auto Show) немецкая компания Volkswagen официально представила модель Arteon 2019 для американского рынка.  Старт продаж объявлен на третий квартал 2018 года. В США Arteon 2019 будет представлен с 2-литровым двигателем, мощностью 268 лошадиных сил, с 8-ступенчатой трансмиссией.
Комитет Euro NCAP присудил VW Arteon награду в 2017 году за лучшие показатели безопасности в классе "Executive".
| Euro NCAP                                                    | Euro NCAP | Euro NCAP | Euro NCAP             |
| ------------------------------------------------------------ | --------- | --------- | --------------------- |
| · общий рейтинг                                              |           |           |                       |
| 96%                                                          | 85%       | 85%       | 82%                   |
| взрослый пассажир                                            | ребёнок   | пешеход   | активная безопасность |
| Протестированная модель: VW Arteon 2,0 TDI 110kW, LHD (2017) |           |           |                       |